# Perlamantispa dorsalis
Perlamantispa dorsalis is een insect uit de familie van de Mantispidae, die tot de orde netvleugeligen (Neuroptera) behoort. 
Perlamantispa dorsalis is voor het eerst wetenschappelijk beschreven door Erichson in 1839.